# Tarbosaurus
Tarbosaurus (însemnând „șopârlă alarmantă”) a fost un dinozaur teropod din familia Tyrannosauridae. Acest dinozaur avea între 10 și 12 metri lungime. Cântărea 4-5 tone. A trǎit cu 80 de milioane de ani în urmă, în Mongolia și China, în etapa Maastrichtian a Cretacicului târziu.
Acest imens animal carnivor a fost descoperit în 1955 de Evgheni Maleev, un paleontolog sovietic.

## Descriere
Deși era puțin mai mic decât ruda sa americană, Tyrannosaurus rex, Tarbosaurus a fost unul dintre cei mai mari tyrannosaurizi. Cele mai mari exemplare aveau între 10 și 12 metri lungime. Masa unui adult este considerată comparabilă sau mai mică decât a unui Tyrannosaurus, de obicei fiind estimată ca fiind de 4-5 tone.
Cel mai mare craniu cunoscut de Tarbosaurus are mai mult de 1,3 metri lungime, fiind mai mare decât al celorlalte tyrannosauride, exceptându-l pe cel al unui Tyrannosaurus. Craniul a fost la fel de mare ca al unui Tyrannosaurus, dar nu la fel de lat, mai ales spre spate, denotând astfel că Tarbosaurus nu avea ochii înaintați drept înainte, sugerând lipsa vederii binoculare. Fenestrele mari (deschideri) reduceau greutatea craniului. Avea între 58 și 64 de dinți, fiind puțin mai mulți decât ai unui Tyrannosaurus, dar mai puțini decât al altor tyrannosauride, precum Gorgosaurus și Alioramus. Cei mai mulți din dinții unui Tarbosaurus erau ovali în secțiunea transversală, cu toate că dinții premaxilei la vârful maxilarului aveau secțiunea transversală în formă de D.

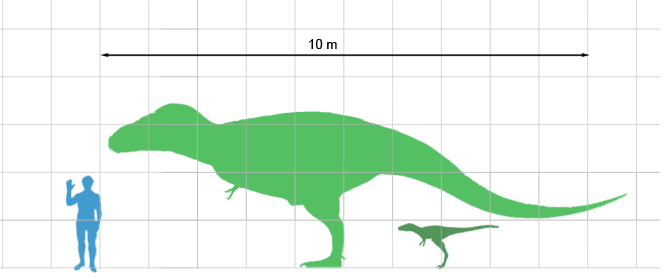
Un Tarbosaurus adult și un pui (2 ani), cu un om pentru comparaţie.
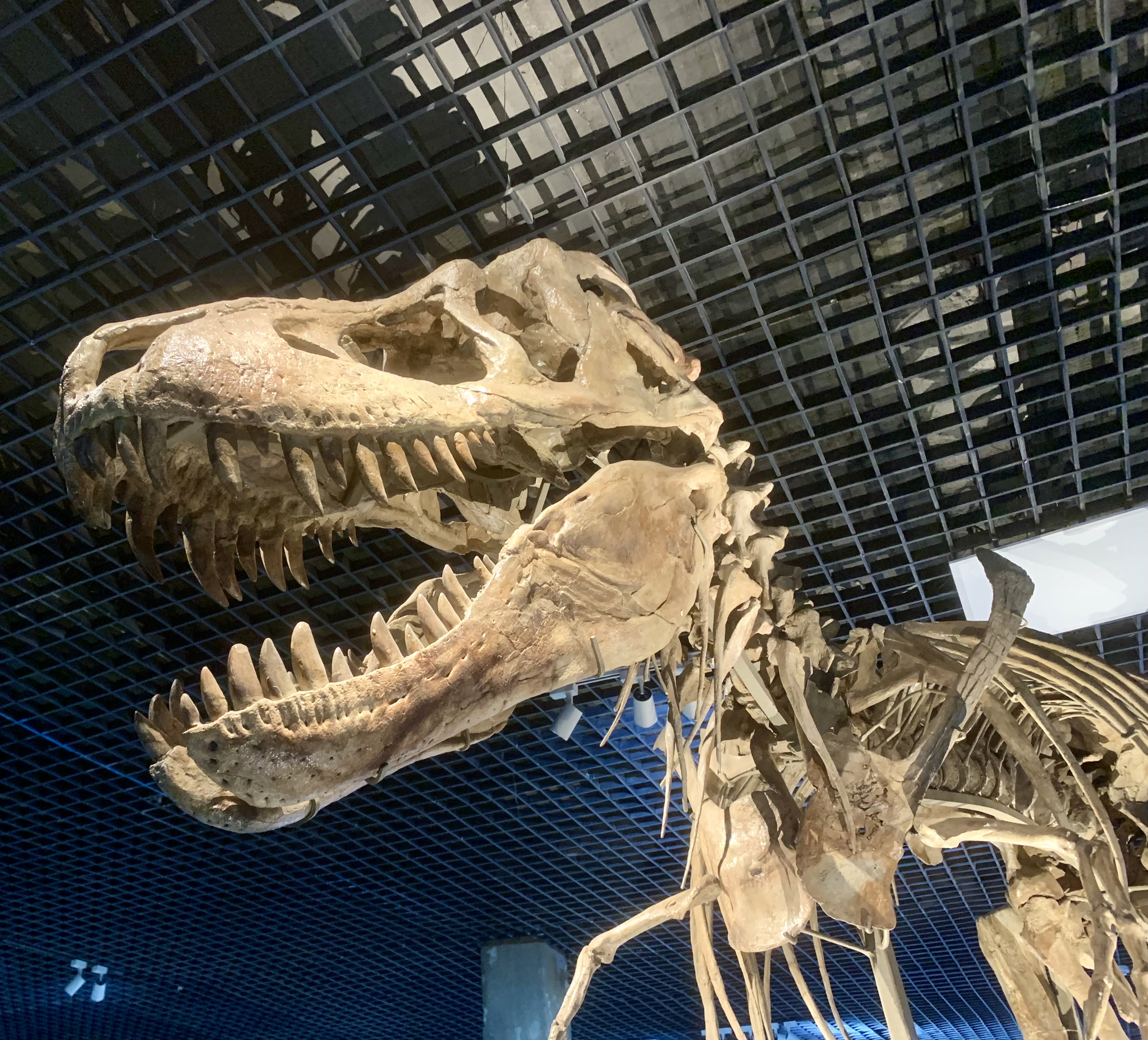
Tarbosaurus bataar în Mongolia